# 新潟県道363号市野江浦佐線
新潟県道363号市野江浦佐線（にいがたけんどう363ごう いちのえうらさせん）は、新潟県南魚沼市を通る一般県道である。

## 概要

### 路線データ
- 起点：新潟県南魚沼市浦佐字水島（新潟県道71号小千谷川口大和線交点）
- 終点：新潟県南魚沼市浦佐字水口（国道17号交点）

## 通過する自治体
- 新潟県南魚沼市

## 接続する道路
- 新潟県道71号小千谷川口大和線（起点：南魚沼市浦佐字水島、「浦佐有料老人ホーム ハイマートハイム・島田」前）
- 新潟県道265号下折立浦佐停車場線（南魚沼市浦佐地内（「大和郵便局」西方 - 「浦佐交差点」西方）で重複）

この間冬季閉鎖区間あり（場所：南魚沼市浦佐地内、距離：0.2km、期間：12月上旬～4月下旬、迂回路：県道）
- 国道17号（終点：南魚沼市浦佐字水口）

## 周辺
- JR上越新幹線・上越線 浦佐駅
- 大和郵便局
- 浦佐スキー場